# Leuchtenburg (Tabarz)
Die Leuchtenburg ist eine abgegangene hochmittelalterliche Höhenburg am Nordhang des Berges Schönleite südwestlich von Bad Tabarz im Landkreis Gotha am Nordrand des Thüringer Waldes.

## Lage
Der Burgstall befindet sich auf einer kleinen 600 m ü. NN hohen Anhöhe etwa 2 km südwestlich von Tabarz, unmittelbar an der zur Passhöhe Grenzwiese – Kleiner Inselsberg aufsteigenden mittelalterlichen Handels- und Geleitsstraße, der heutigen Landesstraße L 1024.

## Beschreibung
Die Anlage war bereits durch den Steinbruchbetrieb teilweise zerstört, als mit Grabungsarbeiten die letzten Mauerreste dokumentiert und Kleinfunde sichergestellt werden konnten. In unmittelbarer Nähe gelegen und wahrscheinlich ein wesentlicher Teil der Gesamtanlage war die etwa 200 m entfernte Stolzenburg.
Carl Lerp, der die Anlage um 1880 noch in unberührten Zustand begehen und durch Archivarbeit weitere Hintergründe in Erfahrung bringen konnte, berichtet in seinem Führer, dass die von Süden eintreffenden Handelsreisenden dicht unterhalb der Grenzwiese an einer dort befindlichen Sperrmauer mit Schlagbaum, und die von Norden bergauf ziehenden Reisenden erst kurz unterhalb des Turmes Stolzenburg zum Halten gebracht wurden. An den jeweiligen Punkten wurde Geleitgeld oder Straßenzoll erhoben. In der Raubritterzeit wurden die sich nun in Sicherheit wähnenden Handelsreisenden von nacheilenden Häschern der Leuchtenburg überfallen. Lerp erwähnt schließlich auch einen weiteren, östlich vorgelagerten Punkt, der in Tabarz als Kleine Leuchtenburg bekannt war und der Standort eines weiteren Wachturmes gewesen sein soll, um einen noch vorhandenen Weg in das Lauchatal überwachen zu können. Auch von diesem Bauwerk konnte Lerp keine Spuren mehr im Gelände vorfinden.

## Geschichte
Die Leuchtenburg wurde als eine Befestigungsanlage eines Lauchaer (?) oder Lupnitzer Ritters in der 1418/19 entstandenen Thüringischen Landeschronik des Eisenacher Chronisten Johannes Rothe erwähnt. Ihre Erbauungszeit, Nutzung und Zerstörung steht unmittelbar im Zusammenhang mit dem thüringisch-hessischen Erbfolgekrieg (1247–1263). Auch soll sie später nochmals erneuert worden sein, um das Geleit über den Schönleite-Pass am Kleinen Inselsberg zu sichern, als Raubritternest soll sie bis zu ihrer nochmaligen Zerstörung dem Handelsverkehr großen Schaden zugefügt haben. Von der ehemaligen Burganlage ist nach Steinbruch nichts mehr erhalten.

## Namensdeutung
Der Name Leuchtenburg verweist nach örtlicher Überlieferung auf die Erbauer – die Herren von Laucha oder Lupnitz.

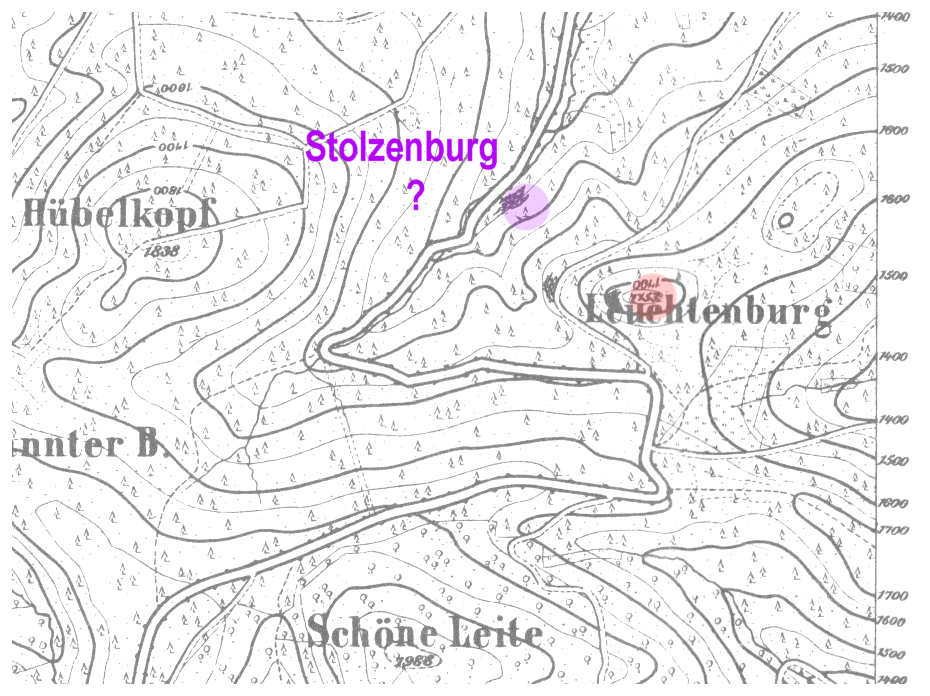
Lageplan der Burgstelle